# Xia Xinyi
Xia Xinyi (chinesisch 夏欣怡, Pinyin Xià Xīnyí; * 14. Januar 1997 in Peking, Volksrepublik China) ist eine chinesische Beachvolleyballspielerin.

## Karriere
Nachdem sie 2013 einige nationale Turniere mit Wang Jie (Olympiasilber 2008) gespielt hatte, startete Xia Xinyi als Sechzehnjährige ab Oktober 2013 mit der Weltmeisterin Xue Chen bei der FIVB World Tour und gewann mit ihr die beiden letzten Turniere des Jahres in Phuket und Durban. Gleich beim ersten Turnier auf der World Tour 2014 in Fuzhou erreichten Xia Xinyi und Xue Chen Platz drei. Beim Grand Slam in Shanghai scheiterten die Chinesinnenen allerdings bereits nach der Poolphase in der ersten KO-Runde. 2014 gewann Xia Xinyi mit Ma Yuanyuan Gold bei den Asienspielen in Incheon. 2016 gewannen Xia Xinyi und Xue Chen in Sydney die Asienmeisterschaft und wurden Zweite beim Open-Turnier in Cincinnati. Nach der verpassten Qualifikation für die Olympischen Spiele 2016 trennten sich die beiden.
Von Ende 2017 bis Mitte 2022 spielte Xia Xinyi zusammen mit der Olympiateilnehmerin Wang Fan. Im August 2018 gewannen sie Gold bei den Asienspielen in Palembang. 2020 gewannen sie in Udon Thani die Asienmeisterschaft. Nach zahlreichen Top-Ten-Platzierungen auf der World Tour (u. a. Platz zwei 2019 beim 4-Sterne-Turnier in Chetumal) qualifizierten sich die beiden Chinesinnen für die Olympischen Spiele in Tokio. Hier belegten sie nach drei Siegen den ersten Platz ihrer Vorrundengruppe, schieden dann allerdings im Achtelfinale gegen die Brasilianerinnen Ana Patrícia / Rebecca aus.
Ende 2022 war Lin Meimei Xia Xinyis Partnerin. Bestes Ergebnis auf der neugeschaffenen World Beach Pro Tour war die Finalteilnahme im Oktober 2022 beim ersten Challenge-Turnier in Dubai. Seit 2023 spielte Xia Xinyi wieder zusammen mit Xue Chen. Die Chinesinnen gewannen ihren ersten beiden Turniere in diesem Jahr. Zunächst wurden sie Erste bei einer Veranstaltung der australischen Beachserie in Wollongong im März, im folgenden Monat besiegten sie das brasilianische Team Carol und Bárbara in deren Heimatland beim Challenge der FIVB in Itapema im Finale. Im gleichen Jahr gewannen sie die Asienmeisterschaften sowie die Asienspiele und wurden mit Bronze für ihre Leistungen bei den Elite16-Wettbewerben in Montreal sowie in João Pessoa belohnt. Die Weltmeisterschaften im mexikanischen Tlaxcala endeten für sie im Achtelfinale. Eine Saison später gewannen sie das Saquarema Challenge durch ihren Finalsieg gegen die Deutschen Laura Ludwig / Louisa Lippmann und in Stare Jabłonki das letzte gleichwertige Turnier vor den Olympischen Spielen. In Paris  wurden sie Gruppendritte, verloren jedoch in der ersten Hauptrunde gegen Esmée und Zoé und belegten so den geteilten neunten Rang. Im November 2024 wurde Xia Xinyi mit Wang Jingzhe erneut Asienmeisterin.